# Каптин Кук (Хаваји)
Каптин Кук (енгл. Captain Cook) насељено је место за статистичке потребе у америчкој савезној држави Хаваји. По попису становништва из 2010. у њему је живело 3.429 становника.

## Демографија
Према попису становништва из 2010. у граду је живело 3.429 становника, што је 223 (7,0%) становника више него 2000. године.
| Група             | 2000.         | 2010.       |
| Белци             | 1.015 (31,7%) | 971 (28,3%) |
| Афроамериканци    | 7 (0,2%)      | 23 (0,7%)   |
| Азијати           | 1.014 (31,6%) | 948 (27,6%) |
| Хиспаноамериканци | 258 (8,0%)    | 326 (9,5%)  |
| Укупно            | 3.206         | 3.429       |